# Сельджуки на Кавказе
Сельджукские владения на Кавказе — владения Государств сельджуков на Северном и Южном Кавказе, присоединенные к государству в XI веке.

## История
Кавказ стал объектом завоеваний сельджуков в середине XI века. Первоначально сельджуки встречали незначительное и разрозненное сопротивление среди местных владетелей. Завоеванию способствовала религиозная терпимость сельджуков. Активизация сельджукской экспансии пришлась на период после окончательной победы над Газневидами.
Первые сельджукские походы на Кавказ начались при султане Алп-Арслане. Сельджуки вторгались в Ширван, кавказские владения Византийской империи и Грузию. При этом, сельджукские султаны поддерживали мирные отношения с Шаддадидами. После серии походов Государство Ширваншахов в лице Фарибурза I признало сюзеренитет сельджуков.
В 1067 году Алп-Арслан отправил в Дербент вооруженный отряд под предводительством Сау Тегина. Дербент и прилегающие к нему территории Дагестана в декабре 1075 году были пожалованы Сау Тегину, имя которого стало читаться в хутбе с кафедр мечетей города после имени султана. Ширвашахи пытались воспрепятствовать вхождению Дербента в состав Государства сельджуков, но были вынуждены подчиниться сельджукам и платить им дань.
Долгим было противостояние Грузинского царства с сельджуками. После битвы при Манцикерте, в которой сельджуки разгромили войска Византийской империи, они смогли приступить к завоеванию Грузии. После череды войн с противоречивыми результатами Георгий II был вынужден подчиниться Малик-шаху.
В начале XI века грузинский правитель Давид IV начал планомерное усиление своего царства и начал выходить из-под власти сельджуков. Он пригласил в страну кипчаков, и, значительно пополнив свою армию, нападал на изолированные сельджукские отряды. В 1099 году Давид отказался платить дань туркам-сельджукам, провел серию военных операций против дружественных сельджукам владений, а в 1121 году разгромил крупные силы сельджуков в решающей Дидгорской битве. После нее Грузинское царство достаточно успешно воевало против мусульманских эмиратов, завоевав даже часть Армении.

## Культурное влияние сельджуков

### Роль в исламизации Дагестана
Исламизация Дагестана, начатая арабами, не принесла значительного результата из-за преимущественно силового характера распространения. Сельджуки использовали культурно-политические методы воздействия, что поспособствовало широкому распространению ислама на территории Дагестана, а также распространение науки и образования.
В. В. Бартольд отмечал:

 Победа тюркского элемента сопровождалась победой ислама и мусульманской культуры 
А. Бакиханов писал:

Усилившаяся сельджукская империя сделалась могущественной, и государь ее обращает особое внимание на Ширван и Дагестан. При них-то многие племена горцев приняли ислам 
Сельджуками были основано первое на Северном Кавказе медресе в селении Цахур, основанное по приказу Низама аль-Мулька. Это медресе может считаться старейшим университетом в современной России. Через некоторое время были основаны медресе в Дербенте, а также в селениях Химейди, Арджил и Курах. В результате проводимой политики начали появляться ученые из Дагестана. Абу Абдаллах Маммус б. ал-Хасан ал-Лакзи был автором исторической хроники «Тарих баб ал-абваб ва Ширван» и знатоком хадисов, Абу-Йакуб Йусуф б. ал-Хусайн ал Лакзи ал-Баби был известным богословом и хадисоведом.